# Caenolyda
Caenolyda is een geslacht van vliesvleugelige insecten uit de familie van de spinselbladwespen (Pamphiliidae).

## Soorten
- Caenolyda binaghii Pesarini & Pesarini, 1976
- Caenolyda reticulata (Linnaeus, 1758)